# Чернова, Анастасия Андреевна
Анастасия Андреевна Чернова (род. 27 декабря 2002 года, Саратов) — российская волейболистка, доигровщица.

## Биография
Анастасия родилась 27 декабря 2002 года в Саратове. В 8 лет начала заниматься волейболом в местной ДЮСШ № 8 под руководством Ольги Валентиновны Козловой. Окончила среднюю школу № 10.
В 14 лет её пригласили в молодёжную команду «Протон». За основную команду дебютировала в Суперлиге 10 марта 2019 года.
В июле 2019 года выступала за юношескую сборную России на Летнем Европейском юношеском Олимпийском фестивале в Баку. Приняла участие в одном матче группового этапа против Румынии и по результатам турнира получила вместе с командой золотые медали.
В августе 2019 года в составе юношеской сборной готовилась к чемпионату мира среди девушек, однако в окончательную заявку не вошла.
В июле 2021 года приняла участие в чемпионате мира среди женских молодёжных команд, завоевав бронзовые медали.
В 2022 году перешла в команду «Ленинградка». В 2025 заключила контракт с московским «Динамо».

## Достижения

### Со сборными
- Победительница Летнего Европейского юношеского Олимпийского фестиваля (2019)
- Бронзовый призёр чемпионата мира среди молодёжи (2021)

### Клубные
- бронзовый призёр чемпионата России 2024
- двукратный серебряный призёр розыгрышей Кубка России — 2023, 2024.
- победитель Молодёжной лиги чемпионата России 2023.

### Индивидуальные
- лучший игрок Молодёжной лиги чемпионата России 2023.